# إبراهام نونيز
إبراهام نونيز (بالإنجليزية: Abraham Núñez)‏ هو لاعب كرة قاعدة دومينيكاوي، ولد في 16 مارس 1976 في سانتو دومينغو في جمهورية الدومينيكان.

## وصلات خارجية
- إبراهام نونيز على موقع دوري كرة القاعدة الرئيسي (الإنجليزية)
- إبراهام نونيز على موقعبيزبول رفرنس.كوم (الدوري الرئيسي) (الإنجليزية)
- إبراهام نونيز على موقعبيزبول رفرنس.كوم (الدوري الثانوي) (الإنجليزية)
- إبراهام نونيز على موقع إي إس بي إن.كوم (أم.أل.بي) (الإنجليزية)
- إبراهام نونيز على موقع مشجعي الرسوم البيانية (الإنجليزية)